# Käylä
Käylä är en ort i Norra Österbotten i Finland. Det är en ganska glest bebyggd ort som har omkring 50 invånare.[källa behövs] Närmaste större tätort är Kuusamo, beläget cirka 40 kilometer söderut från Käylä räknat. Landsväg 950 går genom Käylä och E63 har sin sträckning som närmast cirka 3 km från orten. Käylä ligger cirka 20 kilometer från den ryska gränsen.
Den närbelägna Oulanka nationalpark tar sin början cirka fem kilometer nordost om Käylä, vilken också är den ort som ligger närmast nationalparken.
Nordost om Käylä ligger också sjön Kallunkijärvi.